# キョウ西洲

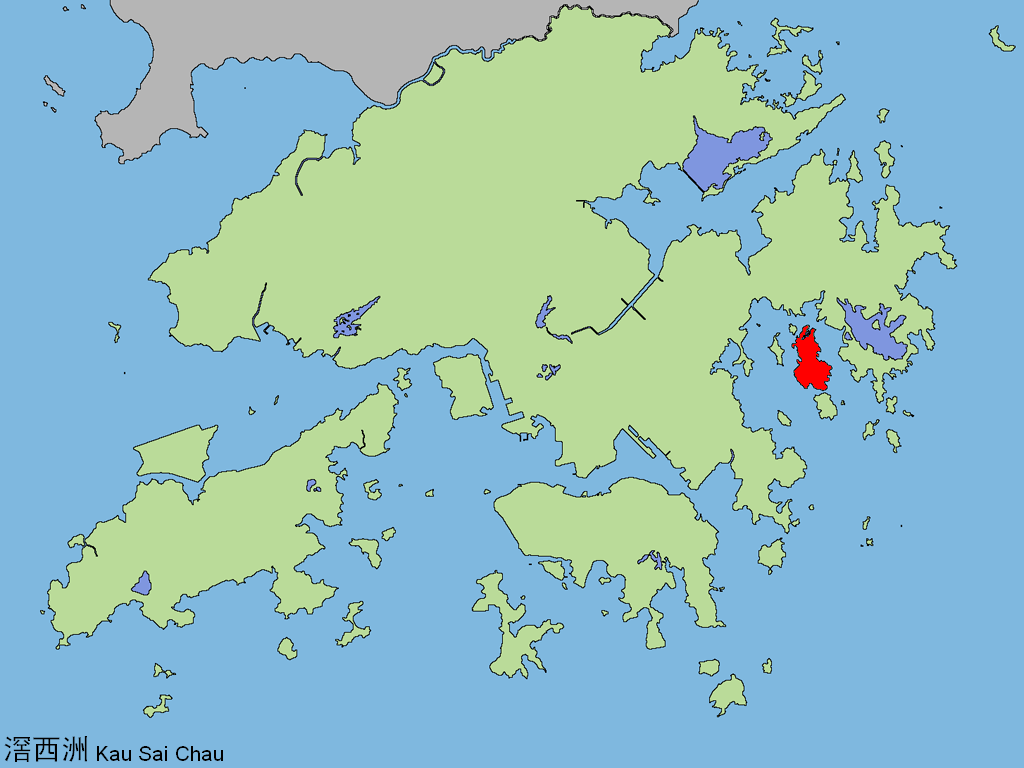
滘西洲の位置

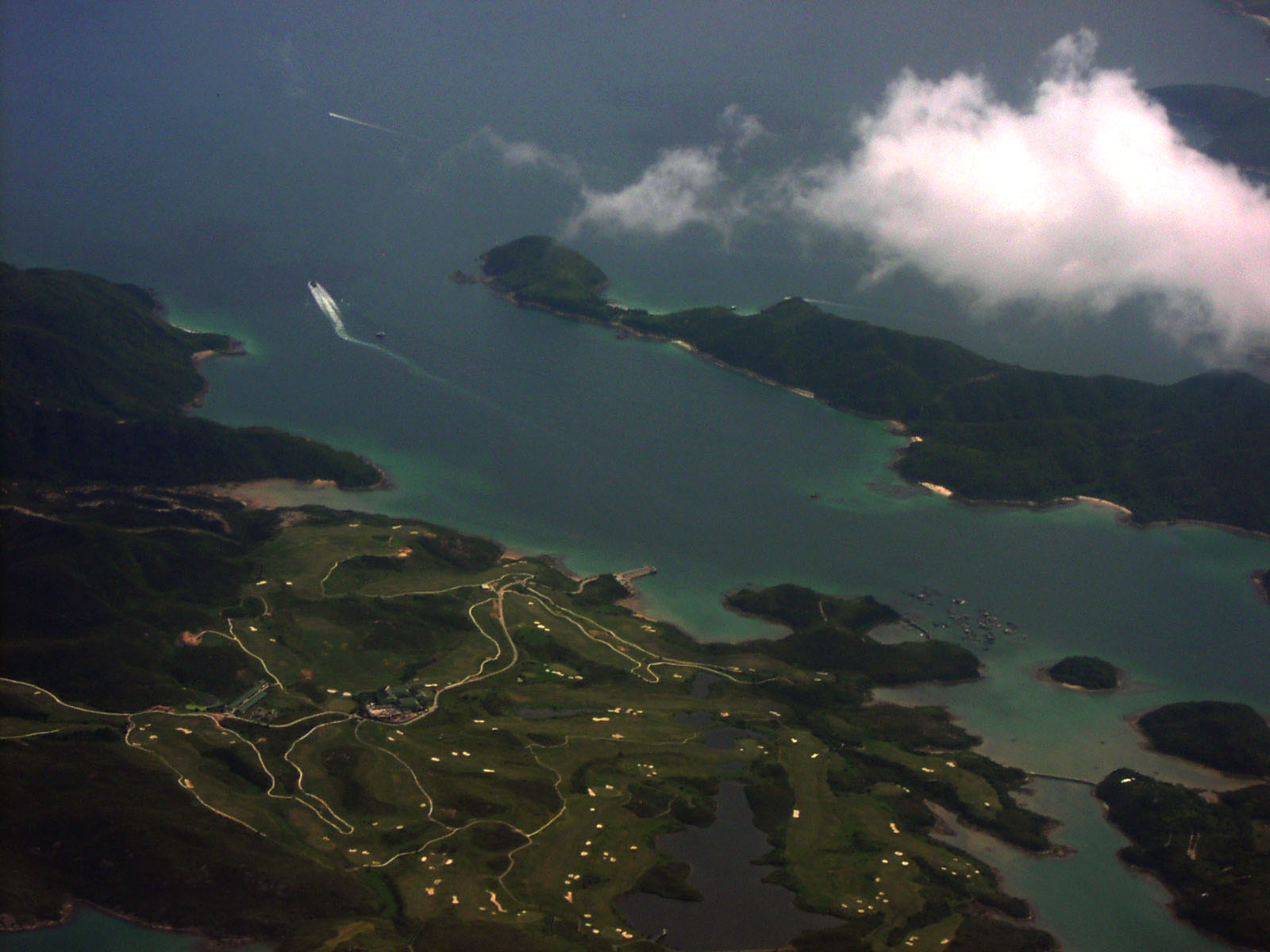
香港ジョッキークラブ滘西洲公衆ゴルフ場

滘西洲（キョウサイチャウ、英語：Kau Sai Chau）は香港新界西貢区の島で、香港で6番目に大きな島である。北部はゴルフ場として1995年に開発されるが、南部はたいてい自然を残し、土地神を祭る「洪聖古廟」がある。廟の正門には清朝光緒9年（即ち1889年）の文字が刻まれており、少なくとも1889年までに建立されたとされる。毎年「洪聖爺誕」という住民を挙げての祭りが開催される。
滘西洲へ陸路がないが、西貢市からフェリーで行ける。

## 参考リンク
1. ↑  香港ポスト－西貢離島